# 航天新城站
航天新城站位于中华人民共和国陕西省西安市长安区大兆街道，是西安地铁4号线的一个车站。该站于2018年12月26日开通运营。

## 车站结构
本站为地下两层岛式站台车站，站厅东侧有未开放区域。
- 站台（2023年7月）
- 往北客站（北广场）站站台（2018年12月）
- 站厅东侧未开放区域（2023年7月）

| 地面            | 出入口             | A-D出入口                                      |
| 地下一层 站厅层 | 站厅               | 客务中心、自动售票机、进出站闸机、长安通自助机 |
| 地下二层 站台层 |                    | 4号线往西安北站（航天东路）                    |
| 地下二层 站台层 | 岛式站台，左側開门 |                                                |
| 地下二层 站台层 | 4号线下客站台      |                                                |

## 出入口
本站共有4个有编号的出入口，此外东侧在航天南路南北两侧各有一个不启用的无编号出入口。
|      |                                                                   |      |
| 编号 | 指引                                                              | 图片 |
| A    | 航天南路（北）、 包茂高速韦曲收费站、枣新路、西安地铁航天城车辆段 |      |
| B    | 航天南路（南）、 包茂高速韦曲收费站、枣新路、神北二路（西）       |      |
| C    | 航天南路（南）、神北二路（西）                                    |      |
| D    | 航天南路（北）、西安地铁航天城车辆段                              |      |

## 接驳公交

### 西侧西行，近A出口/东侧东行，近C出口
| 航天新城地铁站 | 航天新城地铁站 | 航天新城地铁站 | 航天新城地铁站 | 航天新城地铁站 |
| 编号           | 路线           | 路线           | 路线           | 备注           |
| -------------- | -------------- | -------------- | -------------- | -------------- |
| 345            | 航天公交停保场 | ⇆              | 大兆公交调度站 |                |